# Adjectiu
L'adjectiu és una de les categories que comprèn la morfologia tradicional. Un adjectiu és la paraula que explica com són les coses, persones, idees o qualsevol entitat que pugui ser designada amb un nom substantiu. Com a categoria independent, és una de les més tardanes a aparèixer, ja que abans es considerava un tipus de nom i durant segles se'l relacionava amb el verb (pels participis). Antigament es classificava el determinant com un tipus d'adjectiu.

## Característiques
En català, l'adjectiu té flexió de gènere i nombre; és per això que hi ha adjectius de dues terminacions (com alt - alta) i uns altres d'invariables, que tenen la mateixa forma per al masculí que per al femení (com amable). També hi ha adjectius que tenen una sola terminació en singular i dues en plural (com voraç - voraços - voraces).
Tradicionalment, s'ha considerat que l'adjectiu té tres graus: positiu o pur, quan l'adjectiu està usat en la seva forma ordinària; comparatiu, quan s'usa per contrastar dues realitats (cas de major, per exemple); grau superlatiu, quan expressa el punt màxim o mínim d'una gradació (com òptim o divertidíssim, per exemple). En algunes llengües, els graus de l'adjectiu suposen paraules diferents, com en anglès; en d'altres, el grau s'expressa mitjançant construccions determinades, com el castellà.
Pel que fa a la sintaxi, l'adjectiu pot fer de complement del nom (la funció més usual), d'atribut o de complement predicatiu, actuant com a nucli d'un sintagma adjectival. Si està substantivat mitjançant un determinant, llavors pot adquirir les funcions pròpies del nom.

## Classificació semàntica
Els adjectius es poden classificar semànticament segons el seu significat inherent o segons com modifiquin el sentit del nom. Si s'atén al significat del mateix adjectiu, poden ser objectivables o valoratius. Dins dels primers, es troben els posicionals (que es col·loquen és una escala d'apreciació de qualitats físiques, com "gran"), els gradatius (que fan referència a processos, com "madur") i els de classe (que al·ludeixen a etiquetes culturals, com ara "neoclàssic"). Dins dels adjectius valoratius, es troben els adjectius centrípets (depenen totalment de la valoració del subjecte, com "important") i els centrífugs, que inclouen els que fan referència a característiques estètiques o psíquiques del nom.
Si, per contra, es considera l'adjectiu respecte al nom a què acompanya, es pot parlar d'adjectius explicatius i especificatius. Els explicatius descriuen qualitats que ja estan contingudes de manera natural, com quan es diu "cel blau", mentre que els especificatius indiquen propietats que no es poden deduir del sentit del nom, com "abric blau" (podria ser de qualsevol altre color). En català, hi ha més tendència a col·locar els adjectius especificatius darrere del nom, mentre que hi ha més llibertat de posició en els adjectius explicatius, que poden funcionar com a epítet si hi van davant, però també es poden adjuntar després del nom.